# Australoeucyclops darwini
Australoeucyclops darwini – gatunek widłonoga z rodziny Cyclopidae. Opisali go w 2009 roku pracujący w Australii biolodzy Tomislav Karanovic i Danny Tang. Miejsce typowe to Australia Zachodnia, rejon rzeki Margaret River, Turners Spring (współrzędne 34°20′53″S 115°09′14″E/-34,348056 115,153889).